# Vesicomya pilula
Vesicomya pilula är en musselart som först beskrevs av Dall 1881.  Vesicomya pilula ingår i släktet Vesicomya och familjen Vesicomyidae. Inga underarter finns listade i Catalogue of Life.